# 夏增民
夏增民（1972年—），华中科技大学教师，历史研究所副所长，中国秦汉史研究会理事。陕西师范大学本科，华中师范大学硕士，复旦大学博士。曾任原华中理工大学政教系教师，原华中理工大学出版社编辑。也曾担任湖北电视新闻频道、楚天交通广播电台特约评论员，武汉电视台新闻节目“第一冲击波”和“电视问政”嘉宾。

## 课程
主讲全校通识课：《中国历史地理》、《中国史》系列、《城市与文化遗产》；主讲启明学院特色公选课：《文化与自然遗产》。
曾在公共管理学院主讲《中国政治制度史》、《中国政治思想史》，也曾兼任《西方政治思想史》讲师。

## 著述
- 专著：《儒学传播与汉晋南朝文化变迁》，华中科技大学出版社，2009。
- 通俗读物：《如是爱：恋爱公开课》、《上兵伐谋：孙子兵法与企业经营管理》。
- 电子书：豆瓣专栏《爱情是什么颜色》。